# Reichsmünzordnung
La Reichsmünzordnung (ordinanza monetaria imperiale) è stata un tentativo di unificare le numerose diverse monete in uso in vari Stati del Sacro Romano Impero nel XVI secolo.

## Storia
L'ordinanza fu emessa in diversi passaggi alla Dieta di Augusta negli anni 1530 - 1560, ma non fu mai adottata completamente da tutti i principi entro l'impero.
Una prima Reichsmünzordnung fu emessa da Carlo V nel 1524 a Esslingen, scegliendo il marco di Colonia come standard generale per il peso delle monete. Ma a causa delle proteste dei principati più grandi dell'impero, l'ordinanza non fu mai applicata.
Nel 1551 come standard per le piccole monete d'argento fu introdotto il Kreuzer. 72 Kreuzer erano equivalenti a un Gulden (fiorino), o a un Guldengroschen d'argento. Il tallero d'argento era fissato a 68 Kreuzer.
Fu introdotto un Reichsgoldgulden ufficiale ma fu coniato solo per poche anni. Il rapporto tra monete d'oro e d'argento di pari valore (Gulden vs. Guldengroschen) era problematico, dato che il valore delle monete d'oro tendeva ad aumentare rispetto a quelle d'argento, e presto il Gulden fu de facto commerciato a un valore maggiore di quello ufficiale di 72 Kreuzer. Ciò portò all'abolizione dello rapporto standard ufficiale tra monete d'oro e d'argento nel 1559 sotto Ferdinando I. Il Gulden fu rivalutato a Kreuzer, fu introdotto il Ducat come moneta aurea addizionale, e il Guldengroschen, ora valutato Kreuzer, gradualmente cadde fuori uso a favore del Taler.
Nel 1566, la dieta fu spinta a riconoscere il nuovo status quo e introdusse il Reichstaler (a 29.23 grammi con il 88.9% di argento) come moneta ufficiale dell'impero. Il tallero rimase in uso per tutto il Sacro romano impero fino agli inizi del XVIII secolo.